# Kuplisk (gromada)
Kuplisk – dawna gromada, czyli najmniejsza jednostka podziału terytorialnego Polskiej Rzeczypospolitej Ludowej w latach 1954–1972.
Gromady, z gromadzkimi radami narodowymi (GRN) jako organami władzy najniższego stopnia na wsi, funkcjonowały od reformy reorganizującej administrację wiejską przeprowadzonej jesienią 1954 do momentu ich zniesienia z dniem 1 stycznia 1973, tym samym wypierając organizację gminną w latach 1954–1972.
Gromadę Kuplisk z siedzibą GRN w Kuplisku utworzono – jako jedną z 8759 gromad – w powiecie sokólskim w woj. białostockim, na mocy uchwały nr 22/V WRN w Białymstoku z dnia 4 października 1954. W skład jednostki weszły obszary dotychczasowych gromad Kuplisk, Kamienica, Budno, Gabrylewszczyzna, Marchelówka i Nowokolno ze zniesionej gminy Janów w tymże powiecie. Dla gromady ustalono 10 członków gromadzkiej rady narodowej.
1 stycznia 1958 gromadę Kuplisk zniesiono, włączając jej obszar do gromad Janów (wsie Kuplisk, Marchelówka i Nowokolno oraz kolonię Kamienica) i Krasne (wsie Budno i Gabrylewszczyzna oraz kolonię Podbudno).